# Cap Roig (Palafrugell)
El Cap Roig es troba entre els poblacions de Calella de Palafrugell i Mont-ras (Baix Empordà).
A la vora hi ha el castell de Cap Roig i el seu jardí botànic, edificat ben entrat ja el segle xx. Al cantó de llevant de la finca no hi ha camí de ronda per connectar la Cala del Crit (sud) i la Platja del Golfet (nord), malgrat que s'està intentant d'aconseguir-ho, d'acord amb la legislació vigent de costes.